# HRT 3
HRT 3 es el tercer canal de televisión público de Croacia, perteneciente a Hrvatska radiotelevizija. Emite una programación cultural y alternativa.

## Historia
El canal inició emisiones como Televizija Zagreb 3 el 15 de mayo de 1988, cambió su nombre a Z3 en 1989 y en marzo de 1991 cambió su nombre a HTV Z3, denominación que se mantuvo hasta el 4 de octubre de 1991, cuando cesó sus emisiones debido a que la Torre de telecomunicaciones de Zagreb resultó dañado en un ataque aéreo.
Las emisiones se retomaron el 7 de noviembre de 1994 con el nombre actual del canal, HRT 3. Sin embargo, el canal cesó sus emisiones el 28 de marzo de 2004, ya que el gobierno croata optó por privatizar la frecuencia de HRT 3, actualmente utilizada por RTL. HRT 3 fue reemplazado por HRT Plus.
HRT comenzó a considerar el regreso de HRT 3 en noviembre de 2005, reemplazando a HRT Plus pero manteniendo su fórmula de deportes y entretenimiento. En julio de 2007, anunció planes para dos nuevos canales que apuntaban a la televisión terrestre digital, HRT 3 y HRT News. Planes posteriores sugirieron que HRT 3 se convirtiera exclusivamente en un canal de deportes. En agosto de 2008, se anunció un relanzamiento planificado de HRT 3 como HRT 3 Sport para el 1 de enero de 2009, con una asociación planificada con el Comité Olímpico Croata, transmitiendo deportes menos populares, como voleibol y balonmano femenino. El plan del canal de deportes se enfrentó a la oposición de RTL Televizija y Nova TV, quienes bloquearon conjuntamente los planes de HRT para un canal de deportes, con el argumento de que "dañaría el desarrollo del mercado televisivo croata".
En noviembre de 2010, se anunció que HRT 3 y HRT 4 comenzarían sus operaciones después del 1 de enero de 2011, debido a los cambios en la legislación croata después del cierre de las señales analógicas.
El 10 de febrero de 2012, se anunció oficialmente HRT 3 gracias a un acuerdo preliminar entre HRT y siete instituciones y asociaciones nacionales relacionadas con la educación, la cultura y la ciencia. Se especuló que el canal emitiría películas y contenido de entretenimiento. El canal se relanzó, finalmente, el 15 de septiembre de 2012, pero con un nuevo énfasis en material educativo y documental, además de la proyección de películas y series clásicas, con cine de arte e independiente.

## Programación
- Juhuhu
- Kulturna baština
- Art a la carte
- Na rubu znanosti
- Vijesti iz kulture
- Vrijeme je za jazz
- Knjiga ili život
- Bilješke o jeziku
- Treći element
- Izvan formata
- Svijet klasike
- Garaža
- Peti dan
- Posebni dodaci
- Šahovski komentar
- Reprize emisija s HRT 1 i HRT 2
- Ljetna arhiva
- Arhivski sadržaji
- Nije tovar beštija
- Gorski kotar-4 godišnja doba
- Kroz tvoje oči